# Lauerz
Lauerz é uma comuna da Suíça, no Cantão Schwyz, com cerca de 934 habitantes. Estende-se por uma área de 9,19 km², de densidade populacional de 102 hab/km². Confina com as seguintes comunas: Arth, Gersau, Ingenbohl, Steinen, Steinerberg, Svitto (Schwyz).
A língua oficial nesta comuna é o Alemão.